# 温湯温泉 (青森県)
温湯温泉（ぬるゆおんせん）は、青森県黒石市（旧国陸奥国）の黒石温泉郷にある温泉。

## 泉質
- ナトリウム-塩化物泉
  - 源泉温度60℃

泉温は決して低くなく、よく温まるので「温湯（ぬるゆ）」と言うようになった。

## 効能
胃腸病、リューマチ、神経痛。

## 温泉街
共同浴場「鶴の湯」を中心に、その周囲に「温泉客舎」が立ち並ぶ。温泉宿舎はいずれも明治後期から大正にかけての木造建築であり、鄙びた温泉場の風景を構成している。
また、各温泉客舎は内湯を持たず、客は外湯に入りに行く、という昔ながらの湯治場のスタイルを守っている。但し、全ての宿泊施設が内湯を持たないわけではなく、内湯がある旅館も存在する。
温泉街では、毎年7月下旬の土用の丑の日に近い土曜日、日曜日に「温湯丑湯まつり」が行われる。これは、牛の形をした御神体を温泉の中に入れる行事である。
温湯は温湯こけしの発祥地でもある。こけしで有名な温泉地は、他にも遠刈田温泉、土湯温泉、鳴子温泉などがある。

## 歴史
開湯は、400数十年前に脚が折れて傷を癒している鶴が芦原に舞い降り、7日間で回復して飛び去ったという伝説から「鶴泉」または「鶴羽立」と称され、古くから湯治客で賑わった。共同浴場にその名前が残る。明治時代にあった火事で歴史資料の多くが焼失しており、大火以前の詳細な歴史は不明な点が多い。
共同浴場は2001年11月8日に改装され、同時に開湯伝説にちなんで「鶴の湯」と名づけられた。

## アクセス
- 弘南鉄道弘南線 黒石駅より弘南バスで約20分。

## 周辺
- 津軽こけし館
- 津軽伝承工芸館
- 落合温泉
- 板留温泉
- 青荷温泉